# INS Tekumah
L'INS Tekumah (en hébreu תְּקוּמָה, en français « Résurrection ») est un sous-marin de classe Dolphin de la marine israélienne. Construit en Allemagne, il fait partie du premier lot de navires de cette classe (Dolphin-1), avec ses sister-ships INS Dolphin et INS Livyathan.

## Conception
Après la guerre du Golfe en 1991, Israël a décidé de remplacer ses sous-marins d'attaque conventionnels de classe Gal, qui étaient entrés en service en 1977. Les nouveaux navires ont été commandés aux chantiers navals allemands et désignés classe Dolphin. La classe Dolphin est basée sur le sous-marin allemand de type 209, mais elle en est une variante améliorée selon les spécifications de la marine israélienne. Le contrat fut signé à l’époque où Helmut Kohl était le chancelier allemand, et son gouvernement a consenti des conditions très avantageuses pour Tel-Aviv, une partie du financement étant supportée par la République fédérale d'Allemagne. Le quatrième sous-marin, l'INS Tanin (2012), a été livré à Israël en septembre 2014. La construction du cinquième sous-marin, l'INS Rahav (2013), a été lancée en mai 2013 au chantier naval ThyssenKrupp Marine Systems (TKMS) à Kiel. L'Allemagne et Israël ont signé le 21 mars 2012 le contrat pour la fourniture d'un sixième sous-marin, l’INS Drakon, d'une valeur de 530 millions de dollars, financé pour un tiers (135 millions d'euros) par Berlin. Le coût total des six sous-marins est estimé à 4 milliards de dollars, dont plus d'un tiers a été subventionné par l'Allemagne.
Les sous-marins ont été construits en deux lots. Le premier lot de trois navires (Dolphin-1) a une propulsion classique diesel-électrique simple. Le second lot (Dolphin-2) dispose de davantage de carburant, mais aussi d’un système de propulsion indépendante de l'air (AIP). Ce système permet au sous-marin de recharger ses batteries en immersion sans avoir laissé dépasser à la surface un schnorchel pour alimenter en air les moteurs Diesel. Les navires Dolphin-2 sont plus longs que les Dolphin-1 d’environ 11 m. Ils sont très semblables extérieurement, avec juste une section de coque contenant les systèmes AIP qui a été ajoutée derrière le kiosque. Les Dolphin-2 sont capables d’atteindre une vitesse maximale de 25 nœuds (46,3 km/h) sous l’eau. Ils ont un rayon d'action estimé de 15000 milles marins, et peuvent opérer sans ravitaillement jusqu’à 30 jours dans des conditions de fonctionnement normales.
Les trois sous-marins de classe Dolphin-1 sont armés de torpilles Seehecht de fabrication allemande et de missiles antinavires américains Sub-Harpoon. Un certain degré de controverse entoure leur armement, car ils sont équipés de tubes lance-torpilles de grand diamètre (650 mm) qui ne sont pas nécessaires pour une arme occidentale standard. Plusieurs suggestions ont été avancées, mais la plus convaincante est que ces tubes sont nécessaires pour lancer des missiles de croisière Popeye développés par Israël. Les États-Unis auraient refusé de vendre des missiles de croisière Tomahawk, qui rentreraient dans les tubes lance-torpilles standard de 533 mm, alors Israël a développé sa propre arme basée sur le missile Popeye de plus grand diamètre. Celui-ci aurait été testé dans l’océan Indien où il a démontré une portée de 1500 km. Il est constamment rapporté (mais ce point est encore plus controversé) que ces missiles peuvent être équipés d’ogives nucléaires. Israël est en effet une puissance nucléaire non déclarée. Si c’est vrai, cela permet à la classe Dolphin d’assurer un rôle de dissuasion nucléaire.

## Engagements
Tous les navires de classe Dolphin ont été construits en Allemagne. Le navire de tête, l’INS Dolphin, est entré en service à la fin des années 1990. Les deux autres submersibles, l’INS Livyathan et l’INS Tekumah, l’ont suivi de peu. L’INS Tekumah, commandé en 1994, est le troisième sous-marin de la classe.
Ces navires mènent des opérations d’interdiction et de surveillance. Ils sont également utilisés pour des missions au profit des forces spéciales israéliennes. Ils opèrent normalement en mer Méditerranée, à partir de la base navale de Haïfa, mais ils ont été vus à plusieurs reprises à Eilat sur la mer Rouge, après avoir navigué par le canal de Suez, bien que la marine israélienne ait démenti vouloir installer une base sous-marine permanente à Eilat. L’utilisation de Eilat comme escale, pour réapprovisionner les sous-marins en carburant et en provisions, leur permettrait d’opérer secrètement pour des patrouilles dans le golfe Persique.